# Escuadrilla

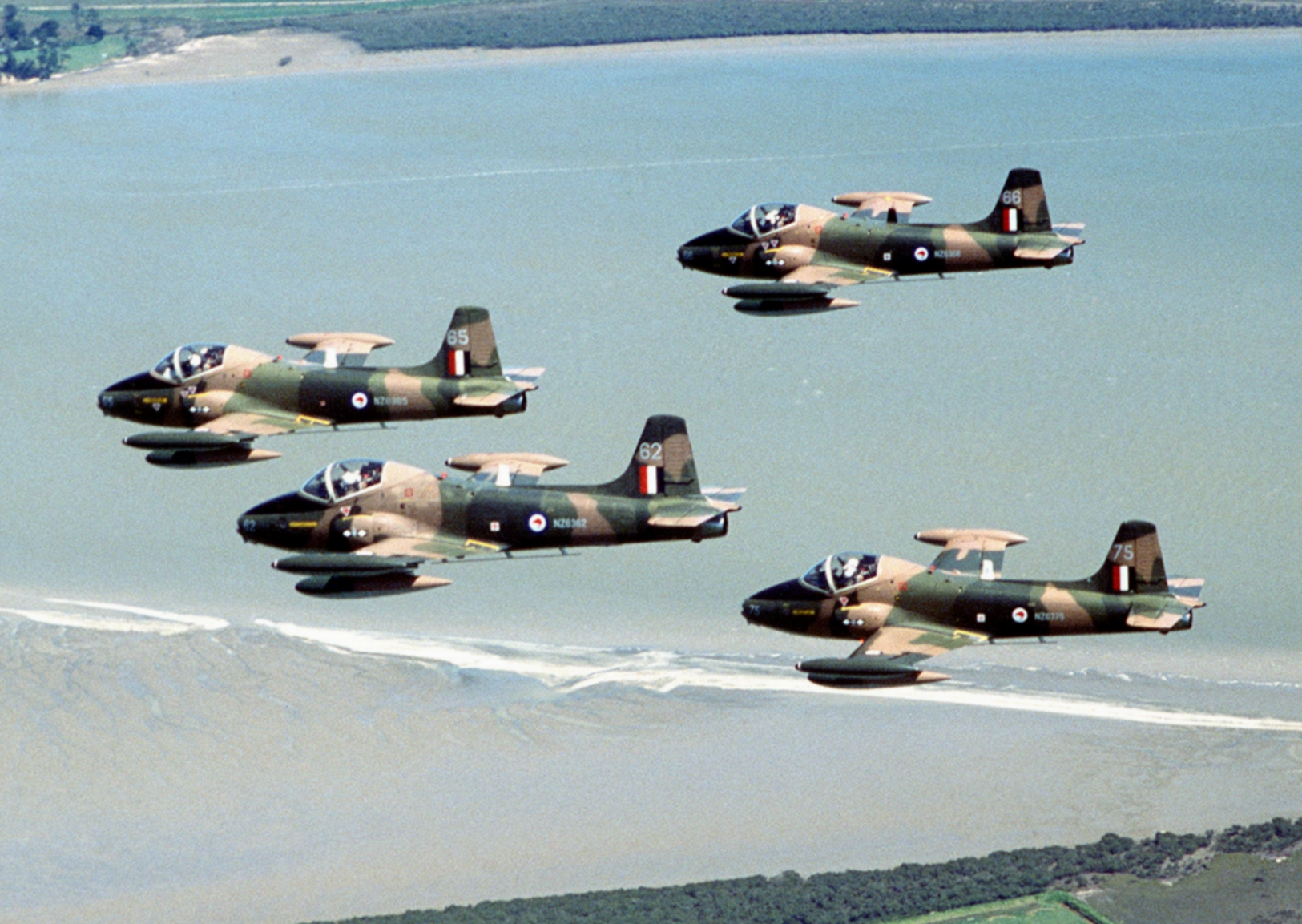
Una escuadrilla de aeronaves Strikemaster Mk.88 de la Real Fuerza Aérea de Nueva Zelanda.

Escuadrilla es una unidad aérea que corresponde a una compañía del ejército de tierra. Está bajo el mando de un capitán. También las autoridades de servicio en tierra reciben esa denominación.
Asimismo puede referirse a un conjunto de barcos o buques de pequeño tamaño.

## Argentina
En la Fuerza Aérea Argentina una escuadrilla se constituye por cuatro aviones. A su vez, varias escuadrillas constituyen un escuadrón. El oficial al mando de la Escuadrilla se denomina «jefe de Escuadrilla».